# Marie Čermáková
Marie Čermáková (* 7. září 1925) byla česká a československá politička Komunistické strany Československa a poslankyně Sněmovny národů Federálního shromáždění za normalizace.

## Biografie
K roku 1971 a 1976 se profesně uvádí jako dělnice.
Ve volbách roku 1971 zasedla do české části Sněmovny národů (volební obvod č. 73 - Přerov, Severomoravský kraj). Mandát obhájila ve volbách roku 1976 (obvod Přerov). Ve FS setrvala do konce funkčního období, tedy do voleb roku 1981.